# François Verstraeten
François Verstraeten, né le 23 mars 1887 à Etterbeek et mort le 28 août 1965 à Woluwe-Saint-Lambert, est un coureur cycliste belge. Professionnel de 1906 à 1914, il a notamment remporté le championnat de Belgique sur route en 1907 et 1908.

## Palmarès
- 1905
  - Bruxelles-Spa
- 1906
  - Paris-Oostende
- 1907
  -  Champion de Belgique sur route
  - Bruxelles-Battice
  - Chastre
  - 3e du Grand Prix de l'Escaut
- 1908
  -  Champion de Belgique sur route
- 1909
  - 3e de Sedan-Bruxelles